# Єлизаветівська сільська рада (Петриківський район)
| Єлизаветівська сільська рада — колишній орган місцевого самоврядування у Петриківському районі Дніпропетровської області з адміністративним центром у с. Єлизаветівка. Сільській раді були підпорядковані населені пункти: - с. Єлизаветівка |

## Склад ради
Рада складалася з 14 депутатів та голови.

## Керівний склад сільської ради
| ПІБ                       | Основні відомості                                                               | Дата обрання | Дата звільнення |
| ------------------------- | ------------------------------------------------------------------------------- | ------------ | --------------- |
| Савченко Михайло Іванович | Сільський голова, 1955 року народження, освіта, член Партії захисників Вітчизни | 26.03.2006   | 31.10.2010      |
| Голосний Максим Ігорович  | Сільський голова, 1981 року народження, освіта вища, безпартійний               | 31.10.2010   | 22.09.2011      |
| Голосний Максим Ігоревич  | Сільський голова, 1981 року народження, освіта вища, безпартійний               | 10.11.2015   |                 |

Примітка: таблиця складена за даними джерела